# 우리들의 크리스마스
《우리들의 크리스마스》는 2006년 12월 23일에 MBC에서 방영한 베스트극장으로, 크리스마스 특집 드라마로 방영되었다.

## 등장 인물

### 주요 인물
- 최여진 : 경진(29세) 역

병원 레지던트 말년차. 직장 상사인 외과 과장 성준과 내연의 관계를 갖으며 사랑을 키워간다.
- 이연수 : 경란(35세) 역

경진의 언니. 조기 치매환자. 점점 상태가 악화되어 자신의 딸조차 알아보지 못하게 된다.
- 박찬환 : 성준(48세) 역

병원 외과 과장. 경진과의 사랑을 위해 이혼을 결심하게 된다.
- 김혜옥 : 지원(45세) 역

성준의 아내. 남편의 외도를 인지하고 홀로서기를 준비한다.
- 정경호 : 동수(30세) 역

운전학원 강사. 경진의 옆집에 사는 신혼부부.
- 예인 : 수희(27세) 역

미용사. 동수의 아내. 룸싸롱에 다녔던 과거를 남편 동수에게 들킬까봐 불안해 한다.

### 그 외 인물
- 최창익
- 황혜진
- 박진성
- 이현경
- 김진양
- 장초희(아역)
- 김나경(아역)